# Kościół św. Józefa Robotnika w Wojsławicach
Kościół św. Józefa Robotnika – rzymskokatolicki kościół filialny w Wojsławicach, należący do parafii św. Antoniego Padewskiego w Roszkowicach (gmina Byczyna). Świątynia należy do dekanatu Wołczyn w diecezji kaliskiej.

## Historia kościoła
Poewangelicki, murowany z cegieł i kamienia, neogotycki kościół został zbudowany w 1877 roku w miejsce poprzedniego, drewnianego kościółka. Do maja 1989 roku była to świątynia ewangelicka, która następnie została przekazana katolikom. 17 września 1994 roku została konsekrowana na świątynię katolicką. Wokół kościoła znajduje się najstarszy wojsławicki cmentarz.
Nawa główna i podstawa wieży wymurowane zostały z jurajskiego piaskowca żelazistego.